# General (Pakistan)
General (angleško General) je generalski vojaški čin (štirizvezdni) Pakistanske kopenske vojske, ki v sklopu Natovega standarda STANAG 2116 sodi v razred OF-9. Čin je bil neposredno prevzet po istem britanskem činu, pri čemer so zamenjali krono s polmescem z zvezdo in tudi preoblikovali zvezdo.
Nadrejen je činu generalporočnika in podrejen činu feldmaršala. Enakovreden je činu zračnega glavnega maršala Pakistanskega vojnega letalstva, činu admirala Pakistanske vojne mornarice.
Oznaka čina je sestavljena iz prekrižane sablje z generalsko palico, polmeseca s peterokrako zvezdo in zvezde Pakistana., ki je pritrjena na epoleto; v primerjavi z nižjimi čini, ki imajo na epoleti še oznako rodova oz. službe kopenske vojske ter na dnu epolete tudi prepleteno vrvico škrlatno-pakistansko zelene-škrlatne barve, ima epolete le oznako čina.